# Internationaler Antwortschein

Internationaler Antwortschein aus Deutschland, 1962, mit aptiertem Stempel aus der NS-Zeit

Internationaler Antwortschein, 1962, Rückseite

Ein Internationaler Antwortschein (IAS) (CRI, französisch: coupon-réponse international) (IRC, engl.: international reply coupon) ist ein Gutschein, mit dem in Ländern innerhalb des Weltpostvereins (UPU) ein bis zu 20 Gramm schwerer Auslandsbrief am Schalter ohne Porto aufgegeben werden kann.
Der Zweck eines Internationalen Antwortscheins ist, dem Empfänger eines Briefes die Gebühren für eine Antwort zu erstatten. Für Briefe, die im Inland verschickt werden, genügt es üblicherweise, das Rückporto in Form von Briefmarken beizulegen. Befindet sich der Empfänger jedoch im Ausland, so ist es meist sehr schwierig, Briefmarken des entsprechenden Landes zu erhalten, um sie als Rückporto beizulegen. Ein IAS muss in jedem Land, das Mitglied im Weltpostverein ist, Gültigkeit besitzen. Ob das entsprechende Land auch selbst Antwortscheine verkauft, ist allerdings dem Land selbst überlassen.

## Geschichte
Auf dem Weltpostkongress in Bern (1874) hatte man die Einführung von Postwertzeichen mit Gültigkeit im gesamten Weltpostverein diskutiert, was erfolglos blieb. Auf dem Kongress in Rom 1906 wurde diskutiert, ob nicht eine Art Vorausbezahlung der Gebühr für einen Antwortbrief ermöglicht werden solle. Vorgeschlagen wurden Antwortmarken, Kartenbriefe mit Antwort, Umschläge mit Antwortfreimarken oder Antwortscheine in verschiedenen Werten zur Einlage in den Brief. Letztendlich wurde sich für die Form entschieden, wie sie noch heute genutzt wird. Ihre Gültigkeitsdauer war lange Zeit unbegrenzt. Sie werden vom Internationalen Büro des Weltpostvereins herausgegeben. Gedruckt wurden diese bis mindestens 1999 einheitlich in der Schweizer Druckerei V. Benziger & Co in Einsiedeln. Ursprünglich konnte ein IAS auch nur gegen das Porto für einen Auslandsbrief der niedrigsten Gewichtsstufe zur Beförderung auf dem Land- und Seeweg eingetauscht werden.

## Fremde Antwortscheine
Neben den vom Weltpostverein herausgegebenen Antwortscheinen sind auch Antwortscheine der engeren Postvereine im Verkehr. Diese Scheine haben jedoch nur im Bereich dieser engeren Vereine Gültigkeit. Sie unterscheiden sich von denen des Weltpostvereins durch Farbunterschiede und abweichende Druckanordnung, ferner haben sie weder das Wasserzeichen „UPU“ noch den Text „Coupon-Réponse International“ noch den Wortlaut mit dem Hinweis auf die Umtauschbarkeit in den Weltpostvereinsländern.

## Ansatz als alternatives Zahlungsmittel
Gelegentlich dient ein IAS auch als Zahlungsmittel für kleine Werte. Grundsätzlich ist die Bezahlung per IAS aber recht kostspielig.
Sehr häufig werden IAS zur Erstattung der Portokosten in der Korrespondenz zwischen Funkamateuren oder Kurzwellenhörern und einem Auslands-Rundfunksender verwendet, die sich ihre Empfangsbeobachtungen mit QSL-Karten bestätigen wollen.
Die seit 2002 ausgestellten IAS behielten noch bis zum 31. Dezember 2006 ihre Gültigkeit. Die UPU hat im Juni 2006 ein neues, ab Juli 2006 verkäufliches, fälschungssicheres IAS-Design vorgestellt. In den USA kann bei USPS ein IAS gegen Briefmarken im Wert von 0,94 US$ eingetauscht werden.
Im September 2009 wurde das sogenannte Nairobi-Modell eingeführt. Diese Variante des Antwortscheins war bis zum 31. Dezember 2013 gültig. Seit 1. Juli 2013 wird das Doha-Modell (benannt nach dem Weltpostkongress 2012, der in Doha stattfand) verkauft, das bis Ende 2017 gültig war.
Eine Alternative wäre es, dem Brief eine Banknote beizulegen. Dies verstößt jedoch in manchen Ländern gegen die Devisengesetze und ist meist nicht durch die Allgemeinen Geschäftsbedingungen der Postdienstleister gedeckt.
Der Internationale Antwortschein eignete sich grundsätzlich auch zur Umgehung einer Devisenbewirtschaftung, bevorzugt in Ländern, in denen die Abgabe von Fremdwährungen an die Einwohner verboten war, da der Internationale Antwortschein im Ausland eben durchaus in Devisen, wenn auch auf dem Umweg über Briefmarken, getauscht werden konnte. Daher wurden in einigen Staaten zeitweise auch nur eingeschränkt oder gar keine Internationalen Antwortscheine verkauft.

## Verwendung in Deutschland
Pro Sendung kann nur ein IAS verwendet werden, sodass bei Überschreitung von Maßen/Gewicht des Standardbriefs (Deutsche Post: 235 × 125 × 5 mm (L × B × H), 20 g) die Differenz frankiert werden muss. Seit 2019 kostet ein Standardbrief International bei der Deutschen Post 1,10 €.
Am 1. März 2003 erstreckte sich der Umtauschwert bis zur Höhe des Entgelts für eine Vorrang-Standardbriefsendung, bei gleichzeitiger Vorlage der Sendung, auf 1,55 €. Er änderte sich zum 1. April 2004 auf 1,80 €. Ab 1. Januar 2007 kostete der Internationale Antwortschein in Deutschland 2,00 €., er war zuletzt noch im Shop der Deutschen Post erhältlich. Zum 1. Juli 2025 stellte die Post das Angebot mangels Nachfrage ein.

## Preisliste für einen IAS
Der Preis pro Internationalem Antwortschein kann von Land zu Land erheblich variieren. So kostete Mitte 2006 z. B. ein IAS in Nigeria 50 NGN, was 0,31 EUR entspricht. Weitere Werte sind der Tabelle I zu entnehmen.
| Land           | Landeswährung      | Wert in EUR |
| -------------- | ------------------ | ----------- |
| Nigeria        | 50 NGN             | 0,31        |
| Philippinen    | 45 PHP             | 0,68        |
| Indien         | 44 INR             | 0,74        |
| Katar          | 4 QAR              | 0,86        |
| Ghana          | 10000 GHC          | 0,85        |
| Malta          | 0,42 MTL           | 0,98        |
| Nepal          | 80 NPR             | 0,84        |
| Japan          | 150 JPY            | 1,02        |
| Gibraltar      | 0,75 GIP           | 0,97        |
| Polen          | 4,50 ZŁ            | 1,14        |
| Türkei         | 2,25 YTL           | 1,18        |
| Armenien       | 650 AMD            | 1,17        |
| China          | 12 CNY             | 1,18        |
| Luxemburg      | 1,25 EUR           | 1,25        |
| Slowenien      | 300 SIT            | 1,26        |
| Schweiz        | 2 CHF              | 1,27        |
| Großbritannien | 0,95 GBP           | 1,39        |
| Hongkong       | 14 HKD             | 1,41        |
| USA            | 1,85 USD           | 1,45        |
| Australien     | 2,50 AUD           | 1,50        |
| Ungarn         | 420 HUF            | 1,55        |
| Finnland       | 1,85 EUR           | 1,85        |
| Island         | 150 ISK            | 1,62        |
| Österreich     | 1,90 EUR           | 1,90        |
| Belgien        | 2,00 EUR           | 2,00        |
| Deutschland    | 2,00 EUR           | 2,00        |
| Dänemark       | 15 DKK (März 2013) | 2,01        |
| Litauen        | 7,30 LTL           | 2,11        |
| Kanada         | 3,50 CAD           | 2,44        |

## Unerwünschtes Kauf- und Verkaufsverhalten
Berühmtheit erlangten die Antwortscheine des Weltpostvereins, als 1920 der Betrüger Charles Ponzi in Europa Antwortscheine kaufte, um sie in den USA für einen höheren Betrag zu veräußern. Später fand er es zu aufwendig, Antwortscheine überhaupt zu beschaffen, und begründete eines der größten – und nach ihm benannten – Ponzi-Schemen, die es je gab.
Ein Schalterbeamter der Deutschen Bundespost kaufte kurz vor einer kräftigen Portoerhöhung große Mengen IAS, um diese wenige Tage später wieder in Postwertzeichen (nun mit höherem Wert) einzulösen, die er darauf an Postkunden abgegeben hatte.

## Liste der IAS-Ausgaben
| IAS-Name  | Weltpostkongress | Gültig von      | Gültig bis        | Besonderheiten                                                               | IAS-Muster-Nr. |
| Rom       | 1906             | 1. Oktober 1907 | 1926              |                                                                              | IAS 1          |
| Stockholm | 1924             | 1925            | 1930              |                                                                              | IAS 2          |
| London    | 1929             | 1. Juli 1930    | 1966              | Dieses Muster wurde in einigen Ländern schon im oder vor Mai 1930 eingeführt | IAS 3          |
| London    | 1929             | 1. Juli 1930    | 1966              | Der Text wurde auf dem Weltpostkongress 1952 in Brüssel geändert.            | IAS 3a         |
| Wien      | 1964             | 1. Januar 1966  | 1978              |                                                                              | IAS 4          |
| Lausanne  | 1974             | 1. Januar 1976  | 31. August 2007   |                                                                              | IAS 5          |
| Peking    | 1999             | 2002            | 31. Dezember 2006 |                                                                              | IAS ?          |
| Nairobi   | 2008             | 2009            | 31. Dezember 2013 |                                                                              | IAS ?          |
| Doha      | 2012             | 2013            | 31. Dezember 2017 |                                                                              | IAS ?          |
| Istanbul  | 2016             | 2017            | 31. Dezember 2021 |                                                                              | IAS ?          |
| Abidjan   | 2021             | 2021            | 31. Dezember 2026 |                                                                              | IAS ?          |